# لویی مارک
لویی مارک (فرانسوی: Louis Marc‎؛ زادهٔ ۲۷ ژوئیهٔ ۱۸۸۰ - نامشخص) بازیکن واترپلو اهل فرانسه بود.
وی در مسابقات کشوری و بین‌المللی در مجموع برندهٔ ۱ مدال برنز شده‌است.